# Verurteilter
Als Verurteilter wird in der Strafverfolgungsstatistik derjenige Abgeurteilte bezeichnet, gegen den das Strafgericht durch Urteil eine Freiheitsstrafe, einen Strafarrest oder eine Geldstrafe verhängt hat. Als Verurteilter gilt auch der, gegen den ein Strafbefehl rechtskräftig geworden ist. Im Jugendstrafrecht gelten diejenigen als Verurteilte, gegen die eine Jugendstrafe, ein Zuchtmittel oder eine Erziehungsmaßregel verhängt wurde.
In Deutschland kann grundsätzlich nur verurteilt werden, wer bei Begehung der Tat mindestens 14 Jahre alt ist. Personen, gegen die lediglich eine oder mehrere Maßregeln der Besserung und Sicherung verhängt wurden, gelten nicht als Verurteilte.
Strafrechtliche Verurteilungen werden zudem in das Bundeszentralregister eingetragen und ab einem bestimmten Strafmaß im Führungszeugnis ausgewiesen.
Verurteilte tragen in der Regel die Kosten des Verfahrens, die eigenen Auslagen sowie die Auslagen des Nebenklägervertreters.